# Países que se independizaron del Imperio español
La lista de Estados y territorios sucesores del Imperio español es una lista de países existentes o no en la actualidad que se separaron del Imperio español por la secesión o independencia, o que sufrieron la incorporación a otro país, como se muestra en el mapa a continuación. Estos procesos surgieron en diferentes períodos y regiones mundiales a partir del Imperio español.
Desde sus inicios en el siglo XVI, el Imperio español conquistó nuevas áreas que comenzaron desde su reino central castellano. En 1581, la Monarquía Hispánica perdió las Provincias Unidas de los Países Bajos. En 1640, Portugal se separó después de que Felipe II lo hubiera incorporado a sus dominios en 1581. 
En el curso de las Guerras napoleónicas se produjo las Guerra de independencia española y revolución liberal. Este proceso condujo a las Guerras de independencia hispanoamericanas, entre ellos la Independencia de Venezuela (1811), este último caso encabezados por Simón Bolívar.
Durante la restauración española a fines del siglo XIX, las últimas colonias principales Cuba, Puerto Rico y Filipinas se separaron de la metrópolis con la intervención militar de Estados Unidos. Desde los años 1950 del siglo XX, España perdió las últimas tierras continentales en África: el África Occidental Española, el protectorado español en Marruecos, Ifni, Guinea española, Sahara Español.